# Кильберг, Иван Иосифович
Иван Иосифович Кильберг (укр. Іван Йосипович Кільберг; 26 ноября 1918, Мариуполь — 30 октября 1982, Одесса) — украинский советский дирижёр. Заслуженный деятель искусств Украинской ССР (1972).
В годы Второй мировой войны оказался на оккупированной немецкими войсками территории, работал в Киеве, сотрудничал с Театром малых форм (нем. Kleinkunst-Theater). В 1944 году вместе с театром эвакуировался на Западную Украину, весной 1944 года дирижировал в Стрые юбилейной постановкой к 130-летию Тараса Шевченко «Великий кобзарь».
Окончил Львовскую консерваторию (1953), ученик Льва Брагинского, занимался также под руководством Фанелии Долговой. Одновременно с учёбой дирижировал спектаклями Львовской оперетты.
В 1953 году вместе со всем театром оперетты был переведён из Львова в Одессу: труппа была реорганизована в Одесский театр музыкальной комедии, а сам Иван Кильберг в 1954 году назначен его главным дирижёром и занимал этот пост до конца жизни. Дирижировал премьерой оперетты Анатолия Кос-Анатольского «Весенние грозы» (1960).
Как о «высокопрофессиональном музыканте и очень скромном человеке старой закалки и воспитания» вспоминала о Кильберге художник по костюмам Театра музыкальной комедии Зоя Ивницкая.